# Ubuntu studio
UbuntuStudio är en officiell version av Ubuntu. Som man hör på namnet är det en "Studio"-version av Ubuntu, där det finns program för allt som behövs i en inspelningsstudio (musikinspelning, videoredigering och bildbehandlingsprogram).

## Program
UbuntuStudio har ett stort utbud av program inom multimediasektorn.
Några av de populäraste programmen är:
- GIMP (Gnu Image Manipulation Program)
- Ardour

## Att uppgradera från Ubuntu till UbuntuStudio
Att uppgradera sin version av Ubuntu till UbuntuStudio är relativt enkelt. Den lättaste metoden är att göra det textbaserat, genom Ubuntus Terminalen. För att åstadkomma detta startar man terminalen sedan kör man kommandot:
```
sudo su -c 'echo deb 
http://archive.ubuntustudio.org/ubuntustudio
 feisty main   /etc/apt/sources.list' 

wget -q 
http://archive.ubuntustudio.org/ubuntustudio.gpg
 -O- | sudo apt-key add - && sudo apt-get update
```

Efter det kan du via pakethanteraren Synaptic installera UbuntuStudio paketen, sök på ordet "UbuntuSTudio" så får du fram paket som:
- ubuntustudio-desktop - UbuntuStudio skrivbordet
- ubuntustudio-audio - UbuntuStudio ljudprogramspaket
- ubuntustudio-graphics - UbuntuStudio bildbehandlingsprogrampaket
- ubuntustudio-video - UbuntuStudio videoredigeringspaket
- ubuntustudio-artwork - UbuntuStudio team och bilder